# Roland Brunner
Roland Brunner (12 augustus 1970, Klagenfurt) is een Oostenrijkse langebaanschaatser. Brunner geldt als de beste Oostenrijkse sprinter van de jaren '90. De 1000m was zijn beste afstand. Bij het EK allround van 1995 in Heerenveen won Brunner de 500m. 

## Records

### Persoonlijke records
| Afstand     | Tijd     | Datum            | Baan      |
| ----------- | -------- | ---------------- | --------- |
| 500 meter   | 35,77    | 21 februari 1999 | Calgary   |
| 1000 meter  | 1.10,98  | 21 februari 1999 | Calgary   |
| 1500 meter  | 1.55,32  | 5 december 1993  | Hamar     |
| 3000 meter  | 4.12,51  | 22 oktober 1999  | Inzell    |
| 5000 meter  | 7.23,90  | 12 november 1994 | Inzell    |
| 10000 meter | 16.34,86 | 30 december 1989 | Innsbruck |

## Resultaten
| Jaar | EK Allround | WK Sprint | WK Afstanden       | Olympische Spelen            |
| ---- | ----------- | --------- | ------------------ | ---------------------------- |
| 1991 |             | 18e       |                    |                              |
| 1992 |             | 22e       |                    | 40e 500m 22e 1000m 24e 1500m |
| 1993 |             | 19e       |                    |                              |
| 1994 |             | 18e       |                    | 22e 500m 12e 1000m 22e 1500m |
| 1995 | NC19        | 15e       |                    |                              |
| 1996 |             | 13e       | 15e 500m 14e 1000m |                              |
| 1997 |             | 22e       | 21e 500m 21e 1000m |                              |
| 1998 |             | 18e       | DQ 500m 22e 1000m  | 29e 500m 31e 1000m           |
| 1999 |             | 22e       | 16e 500m 13e 1000m |                              |
| 2000 |             | 22e       |                    |                              |